# Aubérive
Aubérive – miejscowość i gmina we Francji, w regionie Grand Est, w departamencie Marna.
Według danych na rok 2006 gminę zamieszkiwało 195 osób, a gęstość zaludnienia wynosiła 3 osoby/km².

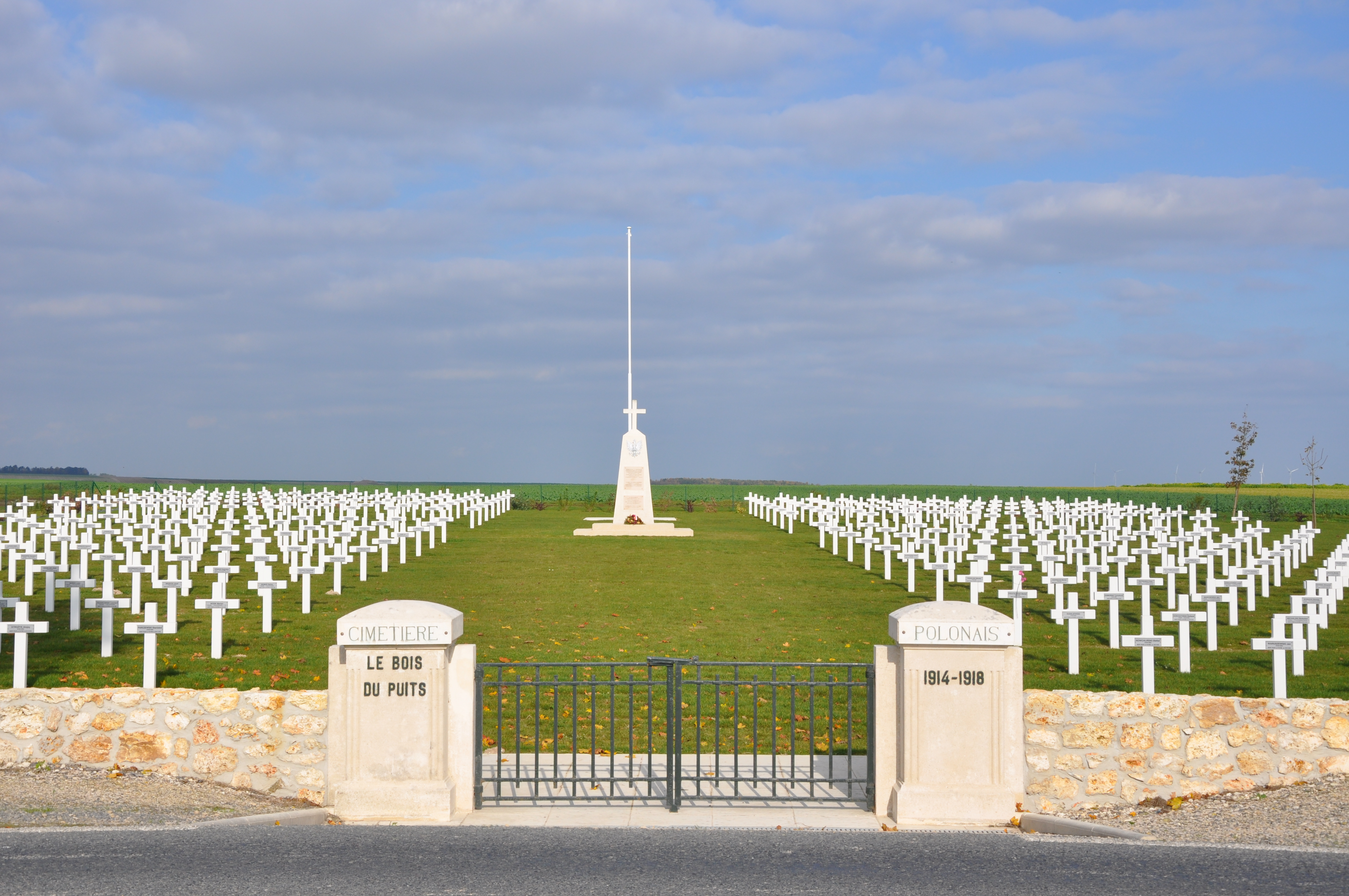
Polski Cmentarz Wojskowy